# Shri Mahila Griha Udyog Lijjat Papad
Shri Mahila Griha Udyog Lijjat Papad (powszechnie znane jako Lijjat) – indyjska spółdzielnia kobiet zajmującą się produkcją różnych produktów szybkozbywalnych. Głównym celem jej organizacji jest wzmocnienie pozycji kobiet poprzez zapewnienie im możliwości zatrudnienia. Rozpoczęta w 1959 przez siedem kobiet w Mumbaju, z kapitałem zalążkowym wynoszącym tylko 80 rupii (1,5 USD), miała roczny obrót większy niż 800 koti rupii (ponad 109 milionów dolarów) w 2018. Zapewnia ona zatrudnienie 43 000 (w 2018) kobietom w całym kraju.
Inicjatywa pierwotnie zajmowała się przemysłem chałupniczym w miastach, ze względu na swoje pochodzenie, który następnie rozprzestrzenił się na obszary wiejskie, osiągając w 2010 kwotę 290 milionów rupii z eksportu. Spółdzielnia uznawana jest za jedną z najlepszych inicjatyw kobiecych w zakresie przedsiębiorczości, utożsamianą z emancypacją kobiet w Indiach.

## Historia
Lijjat była pomysłem siedmiu kobiet Gudźarat z Mumbaju, które mieszkały w Lohana Niwas, grupie pięciu budynków w rejonie Girgaum. Chciały rozpocząć przedsięwzięcie mające na celu stworzenie trwałego źródła utrzymania, wykorzystując jedyną posiadaną umiejętność, czyli gotowanie. Tych siedem kobiet to Jaswantiben Jamnadas Popat, Parvatiben Ramdas Thodani, Ujamben Narandas Kundalia, Banuben. N. Tanna, Laguben Amritlal Gokani, Jayaben V. Vithalani i Chutadben Amish Gawade.
Kobiety pożyczyły 80 rupii od Chhaganlal Karamsi Parekhz, członka Stowarzyszenia Sług Indii i działacza społecznego. Przejęły od jednego z Laxmidów bhai przedsiębiorstwo produkujące papady, które przynosiło straty, i zakupiły składniki oraz podstawową infrastrukturę niezbędną do produkcji. 15 marca 1959 zebrały się na tarasie swojego budynku i rozpoczęły produkcję 4 paczek papad. Zaczęły je sprzedawać znanemu kupcowi w Bhuleshwar. Kobiety od początku zdecydowały, że nie będą zwracać się do nikogo o darowizny lub pomoc, nawet jeśli organizacja poniesie straty.
Przewodnikiem kooperatywy stał się Chaganlal Parekh, popularnie znany jako Chaganbapa. Początkowo kobiety wytwarzały dwie różne jakości papad, by za niższą cenę sprzedać tę gorszą. Chaganbapa poradził im, aby zrobiły standardową papadę i zalecał, aby nigdy nie szli na kompromis w kwestii jakości. Podkreślał znaczenie prowadzenia kooperatywy jako przedsiębiorstwa gospodarczego i posiadanie właściwej księgowości.
Lijjat rozwinęła się jako kooperatywa. Początkowo mogły do niej dołączyć młode dziewczyny, ale później ustalono, że minimalny próg wiekowy to osiemnaście lat. W ciągu trzech miesięcy było około 25 kobiet wytwarzających papady. Wkrótce zakupiono wyposażenie dla firmy, naczynia, szafki, piece itp. W pierwszym roku roczna sprzedaż organizacji wyniosła 6 196 rupii. Natomiast Nieudane papady rozdawano wśród sąsiadów.
W pierwszym roku kobiety musiały wstrzymać produkcję na cztery miesiące w porze deszczowej, ponieważ deszcz uniemożliwiał wysychanie papad. W następnym roku rozwiązały problem, kupując koję i kuchenkę. Papady były przechowywane na koi i piecu pod koją, aby proces suszenia mógł odbywać się pomimo deszczu.
Grupa zyskała spory rozgłos drogą pantoflową i dzięki artykułom w gazetach miejscowych. To pomogło zwiększyć liczbę członkiń. W drugim roku od 100 do 150 kobiet dołączyło do inicjatywy, a pod koniec trzeciego roku liczyła ona już ponad 300 osób. Do tego czasu przestrzeń siedmiu założycielek nie mogła już pomieścić pracownic i składników, więc wyrobiona mąka była rozdzielana między członkinie, które zabierały ją do domów i robiły papady. Te następnie były przywożone do ważenia i pakowania.
Próba założenia oddziału na przedmieściach Malad w Mumbaju w 1961 nie powiodła się. W 1962 grupa wybrała dla swoich produktów nazwę Lijjat (w języku gudźarati oznacza „smaczne”). Nazwa, zaproponowana przez Dhirajbena Ruparela, została wybrana w konkursie zorganizowanym w tym celu, z nagrodą pieniężną 5 rupii. Organizacja przyjęła nazwę Shri Mahila Griha Udyog Lijjat Papad. W wielu językach indyjskich Mahila oznacza "kobiety", Griha - "dom", Udyog - "przemysł". W latach 1962–63 roczna sprzedaż papad pomogła uzyskać 182 000 rupii.
W lipcu 1966 Lijjat zarejestrowała się jako stowarzyszenie na mocy ustawy o rejestracji stowarzyszeń nr 1860. W tym samym miesiącu, z rekomendacji Chaganbapy, U. N. Dhebar, przewodniczący KVIC osobiście skontrolował Lijjat. KVIC lub Khadi Development and Village Industries Commission jest ustawowym organem powołanym przez rząd Indii w celu rozwoju przemysłu wiejskiego. We wrześniu 1966 KVIC formalnie uznała Lijjat za jednostkę należącą do „grupy przemysłu przetwórstwa zbóż i roślin strączkowych” na mocy ustawy o Khadi i Village Industries Act. Została ona również uznana za „przemysł wiejski". W 1966 KVIC przyznała jej kapitał obrotowy 800 000 rupii  i dopuściła pewne ulgi podatkowe.
Próba założenia oddziału w mieście Sangli w 1966 nie powiodła się. Pierwszy oddział poza Maharasztrą został założony w Valod w Gujarat w 1968. Po olbrzymim sukcesie, jaki odniosły ich papady, Lijjat rozpoczęła produkcję innych produktów, takich jak khakhra (1974), masala (1976), vadi, pszenne atta i wyroby piekarnicze (1979). W latach siedemdziesiątych XX wieku Lijjat założyła młyny mąki (1975), wydział drukarski (1977) i wydział opakowań polipropylenowych (1978). Grupa zainicjowała także kilka nieudanych produktów, takich jak skóra chałupnicza (1979), zapałki (1979), agarbatis (kadzidła).
W lipcu 1979 sekretarz generalny związku zawodowego próbował ingerować w sprawy Lijjat, wysuwając pewne żądania w imieniu kilku sióstr-członkiń. L. C. Joshi, rzecznik pracy w Mumbaju i znany ekspert ds. stosunków przemysłowych, został wezwany do konsultacji. Na temat „Kto jest właścicielem Lijjata?” oznajmił, że członkinie-siostry są kompetentne do samodzielnego podejmowania decyzji i nie jest możliwe, aby zewnętrzna agencja ingerowała w wewnętrzną pracę Lijjat. W 1985 oddział Lijjata w Jabalpur został przejęty przez jednego z Shantilal Shah jako jego własny oddział, który prowadził z pomocą Sanchalika (szefa oddziału), którym była żona jego pracownika. Lijjat poddała się ogromnym naciskom i sądowym nakazom zawieszenia w celu naprawienia sytuacji.
W 1987 Lijjat zakupiła nowy lokal w Kamal Apartments w Bandrze, na przedmieściach Mumbaju. Siedziba statutowa została przeniesiona do Bandra ze skutkiem od lipca 1988. W 1988 r. Lijjat wkroczyła na rynek mydła z detergentem i mydłem Sasa. Roczna sprzedaż Sasa wynosiła 500 mln rupii, co stanowiło 17% całkowitego obrotu Lijjat w 1998. W marcu 1996 w Mumbaju otwarto 50. oddział Lijjat.
W latach 80. Lijjat zaczęła również brać udział w kilku targach i wystawach, co poprawiło jej sprzedaż i sprawiło, że marka "Lijjat" stała się dobrze znana. Marketing był realizowany za pośrednictwem gazet lokalnych, telewizji i radia. Instytucja sponsorowała programy i rozdawała prezenty dla zwycięzców konkretnych programów telewizyjnych. Pieniądze na reklamę zostały wydane przez Oddział ds. Polipropylenu, który je odzyskał, dodając do ceny toreb, które dostarczał do wszystkich oddziałów i oddziałów w całych Indiach.
W latach 80. i 90. ubiegłego wieku Lijjat zaczęła przyciągać uwagę zagranicznych gości i urzędników. Wiceprezydent Ugandy, dr Speciosa Wandira-Kazibwe, odwiedziła centralne biuro Lijjat w styczniu 1996, ponieważ chciała założyć podobną instytucję w Ugandzie. Lijjat rozpoczęła eksport swoich produktów z pomocą importerów handlowych w Wielkiej Brytanii, Stanach Zjednoczonych, na Bliskim Wschodzie, w Singapurze, Holandii, Tajlandii i innych krajach. Jej roczny eksport wyniósł ponad 2,4 mln USD w 2001. Wraz ze wzrostem popularności, Lijjat zaczęła borykać się z problemem wprowadzania na rynek podrabianych papad. W czerwcu 2001, trzy osoby zostały aresztowane w związku z tym, w Bihar. Strona internetowa Lijjat opisuje cechy ich oryginalnych papad.
Lijjat otrzymała od KVIC nagrodę "Best Village Industries Institution" za lata 1998-99 do 2000-01. W 2002 nagroda "Businesswoman of the Year" została przyznana "The Women Behind Lijjat Papad" w konkursie The Economic Times Awards for Corporate Excellence. Podczas ceremonii wręczenia nagród Prezes Lijjat wezwała rządy stanowe Maharasztry i Pendżabu do ponownego rozważenia decyzji o wycofaniu ulgi podatkowej dla Sasa Detergent Lijjata. W 2002 obroty Lijjat wynosiły 3 mld rupii, a wartość eksportu - 100 milionów. Zatrudniała 42 tys. osób w 62 oddziałach na terenie całego kraju. 62. oddział rozpoczął działalność w Dżammu i Kaszmirze w 2002, przyjmując ponad 150 członków.
W 2003 Lijjat otrzymała nagrodę "Best Village Industry Institution". Otrzymała również nagrodę PHDCCI Brand Equity Award 2005. 15 marca 2009 Lijjat obchodziła 50. rok istnienia.

## Struktura i zarządzanie
Lijjat wierzy w filozofię sarwodaja i kolektywnej własności. Wiąże ona wszystkie swoje członkinie pracujące jako właścicielki i zapewnia równy udział w zyskach i stratach. Członkiniami są współwłaścicielki nazywane "siostrami". Wszystkie decyzje są oparte na konsensusie i każda siostra ma prawo zawetować decyzję. Mężczyźni mogą być jedynie pracownikami najemnymi (księgowi, kierowcy lub pracownicy ochrony), a nie członkami organizacji (tzn. nie są właścicielami).
Kierowanie organizacją powierzone jest dwudziestojedenosobowemu komitetowi zarządzającemu, w skład którego wchodzi prezydentka, wiceprezydentka, dwie sekretarki i dwie skarbniczki. Sanchalikas odpowiada za różne oddziały i działy. Oficjalni opiekunowie komitetu zarządzającego i sanchalików wybierani są co trzy lata na podstawie konsensusu. Każdy oddział posiada jedenastoosobowy komitet składający się z jedenastu członków-siostr, wybieranych ponownie na podstawie konsensusu.
Wcześniej centralne biuro w Mumbaju koordynowało działania różnych oddziałów. Jednak w miarę rozwoju organizacji, władza była zdecentralizowana pod względem pracy i podziału zysków na poziomie branżowym. Jednakże sanchalikom nadal potrzebna jest zgoda komitetu zarządzającego przed podjęciem jakiegokolwiek nowego projektu lub działania.
Wszystkie oddziały stosują ten sam zestaw instrukcji i mają podobny system rachunkowości. W celu ich koordynacji w danym regionie lub kraju związkowym, istnieją branżowe komitety koordynacyjne i spotkania branżowe różnych oddziałów w danym kraju związkowym. W dorocznym walnym zgromadzeniu uczestniczą siostry-członkinie reprezentujące oddziały i sekcje z całych Indii.
Obecnie Lijjat ma oddziały w siedemnastu indyjskich stanach - Andhra Pradesh, Bihar, Delhi, Gudźiarat, Hariana, Dżammu i Kaszmir, Karnataka, Kerala, Madhya Pradesh, Maharasztra, Orisa, Pendżab, Radżastan, Tamilnadu, Uttar Pradesh, i Bengal Zachodni.
Księgi rachunkowe są łatwo dostępne dla wszystkich członkiń-sióstr, co zapewnia przejrzystość. Lijjat stosuje swoją własną zasadę odpowiedzialności finansowej. Nie istnieje metoda kredytowa prowadzenia działalności w organizacji. Każda płatność jest dokonywana codziennie, z wyjątkiem zewnętrznej dostawy surowca. Zyski i straty są dzielone równo pomiędzy członkinie danego oddziału. W pierwszych latach Lijjat, zyski z pierwszych sześciu miesięcy były dzielone równo pomiędzy wszystkie siostry w postaci złota. Ta praktyka dzielenia się nadal obowiązuje, ale teraz decyzja o tym, czy podzielić się zyskami w złocie czy w gotówce, podejmowana jest na poziomie branżowym. Koszty reklamy na poziomie krajowym ponoszą wszystkie branże i oddziały, w zależności od ich indywidualnych zdolności produkcyjnych.
Jakość papad może być różna ze względu na jakość wody używanej w różnych częściach Indii. Aby uniknąć jakichkolwiek niespójności, produkty końcowe są testowane w laboratorium Lijjat w Mumbaju. Podczas comiesięcznych spotkań testowana jest kwestia jakości i modyfikacji. Centrala kupuje i rozprowadza wszystkie składniki w celu utrzymania jakości produktu końcowego. Na przykład fasola mungo jest importowana z Mjanmy, asafetyda z Afganistanu, a czarny pieprz z Kerali. Komitet często składa wizyty niespodziewane w różnych oddziałach, aby upewnić się, że warunki produkcji są higieniczne. Kiedy nowy oddział Lijjat zostaje otwarty, sąsiedni oddział Lijjat pomaga mu, prowadząc i szkoląc nowych członków.
W przypadku kolejnych przypadków nieprzestrzegania przez oddział filozofii organizacji dotyczącej stałej jakości i produkcji papad, komitet centralny obniża dzienne wynagrodzenie swoich członkiń o 1 rupię. Członkinie-siostry są również nagradzane za dodatkowy wysiłek. Na przykład w 2002 członkinie w oddziale w Rajkot otrzymały po 4 000 rupii jako premię, podczas gdy siostry członkowskie w oddziałach w Mumbaju i Thane otrzymały jako zachętę 5-gramową złotą monetę. W kilku emisjach Lijjat Patrika wymieniono nazwiska/numery sióstr członkowskich, które zostały nagrodzone gotówką lub złotem za ich dodatkowy wysiłek.

## Produkty i oddziały
Lijjat produkuje różne produkty, z których najbardziej znane są: Papad (czternaście smaków, w tym czosnkowe, fasolowe, chilli, punjabi czy mungo), Khakhra, Appalam, Masala, Vadi, Gehu Atta (mąka pszenna), wyroby piekarnicze, Ćapati.
Lijjat posiada kilka oddziałów i jednostek produkcyjnych: Flour Division (Vashi); Masala Division i Quality Control Laboratory (Cotton Green); Printing Division (Cotton Green); Advertising Division, Bandra.

## Kultura
Spółdzielnia wydaje magazyn "Lijjat Patrika", który jest publikowany i rozsyłany po nominalnej cenie do osób zainteresowanych działalnością Lijjat. Jest on publikowany w wielu językach: hindi, angielskim, marathi, gudźarati. Okazało się, że jest to efektywny sposób przekazywania informacji związanych z ważnymi wydarzeniami i inicjatywami w Lijjat, a także prezentowania artykułów kobiecych. Siostry-członkinie we wszystkich gałęziach Lijjat odmawiają modlitwę przed rozpoczęciem swoich codziennych zajęć. Siostry mają swobodę wyboru zajęć, z których każde ma jednakową wagę.
Opuszczenie organizacji jest dobrowolne. Żadna z sióstr nie może zostać poproszona o opuszczenie domu, chyba że nie będzie to sprzeczne z zasadami organizacji. W Lijjat nie ma ustalonego wieku emerytalnego. Kiedyś, gdy pani prezydentka Jyoti Naik została zapytana o tę anomalię, powiedziała, że nie ma potrzeby ustalania wieku emerytalnego, ponieważ oczywiście nacisk kładziony jest na zarabianie na chleb poprzez codzienną pracę, a wszystko to przez całe życie.

## Emancypacja kobiet
Rozrost Lijjat jest postrzegany w szerszym kontekście emancypacji kobiet. Organizacja podjęła różne wysiłki w celu promowania umiejętności czytania i pisania oraz edukacji informatycznej dla członkiń-siostr i ich rodzin. Kampania czytania i pisania dla sióstr rozpoczęła się poprzez zajęcia z czytania i pisania w Girgaum w dniu 18 czerwca 1999. Później komitet zarządzający zdecydował o rozpoczęciu takich zajęć we wszystkich swoich oddziałach. Od 1980 Lijjat zaczęło przyznawać stypendia Czhaganbapa Smruti córkom swoich sióstr.
Członkinie-siostry wykorzystywały swoją organizację jako medium promujące postęp ich oraz ich rodzin. W ośrodku Valod założono centrum edukacyjne i hobbystyczne dla wiejskich kobiet. Prowadzono kursy orientacyjne w zakresie pisania na maszynie, gotowania, szycia, dziania i robienia zabawek, a także inne kursy, takie jak opieka nad dziećmi, pierwsza pomoc i higiena. Pierwsza asfaltowa droga w Valod, która została zbudowana i otwarta w 1979, zawdzięcza swoje istnienie pomocy Lijjat, oddziału w Valod.
W 1979 Lijjat wraz z UNICEF zorganizowały w Mumbaju, w ramach obchodów Międzynarodowego Roku Dziecka, seminarium „Opieka nad dziećmi i dobrobyt matek”. W październiku 1984 Bhadraben Bhatt reprezentowała Lijjat na sponsorowanych przez UNESCO międzynarodowych warsztatach „Rola kobiet w asymilacji i rozpowszechnianiu innowacji technologicznych", które odbyły się w NITIE, w dzielnicy Mombaju - Powai. Alkaben Kalia reprezentowała Lijjat na spotkaniu na szczeblu krajowym poświęconym kobietom, zwołanym przez Krajową Komisję Kobiet Samozatrudnionych.
Na polecenie Matki Teresy, siostry-członkinie uczestniczyły również w niektórych działaniach Asha Dhana, instytucji opiekującej się ubogimi kobietami. Próbowały również założyć bank spółdzielczy, ale wysiłki te nie były zbyt udane.

## Działalność społeczna
Kilkakrotnie siostry należące do Lijjat podejmowały działania w zakresie pomocy społecznej, takie jak dystrybucja pożywnego jedzenia dla biednych dzieci, przekazywanie pieniędzy na prowadzenie wspólnych przedsięwzięć małżeńskich, ustanawianie nagród pieniężnych za upowszechnianie szkolnictwa podstawowego, podejmowanie akcji krwiodawstwa, organizowanie obozów zdrowia, jazdy na plantacje, a nawet przekazywanie datków na rzecz organów rządowych. W 1999 miasto Mumbaj uznało Rukminiben B. Pawar, prezydentkę Lijjat, za wybitną kobietę w dziedzinie pracy społecznej.
Lijjat podjęło się odbudowy Chincholi (Jogan), wioski w dzielnicy Latur w Maharasztrze, dotkniętej trzęsieniem ziemi. Instytucja ta zapewniła finansowanie i nadzorowała prace związane z budową pięćdziesięciu ośmiu domów dla mieszkańców wsi. Siostry przekazały pieniądze ze swoich dziennych vanai (wynagrodzeń). Po trzęsieniu ziemi w Gudźarat w 2001, wszystkie oddziały Lijjat przekazały łącznie ponad 4,8 mln rupii, w tym 1 mln rupii z biura centralnego. Lijjat wybudowała czterdzieści domów dla rehabilitacji mieszkańców Bhujpur (Bhachau) w dystrykcie Kaććh.